# Полтавка (Донецкая область)
Полта́вка (укр. Полтавка) — село на Украине, находится в Краматорском (Прошлом - Константиновском) районе Донецкой области. Находится рядом с Покровским районом. 
Население по переписи 2001 года составляет 430 человек. Почтовый индекс — 85172. Телефонный код — 6272.
На данный момент, в самом городе нету боевых действий, но Россия обошла город по трассе в полу-кольцо (Deepstate) 

## Адрес местного совета
85172, Донецкая область, Краматорский р-н, с.Полтавка, ул.Ювилейна, 37